# Pachypsylla celtidisvesiculum
Pachypsylla celtidisvesiculum är en insektsart som beskrevs av Riley 1884. Pachypsylla celtidisvesiculum ingår i släktet Pachypsylla och familjen rundbladloppor. Inga underarter finns listade i Catalogue of Life.